# 納粹建築

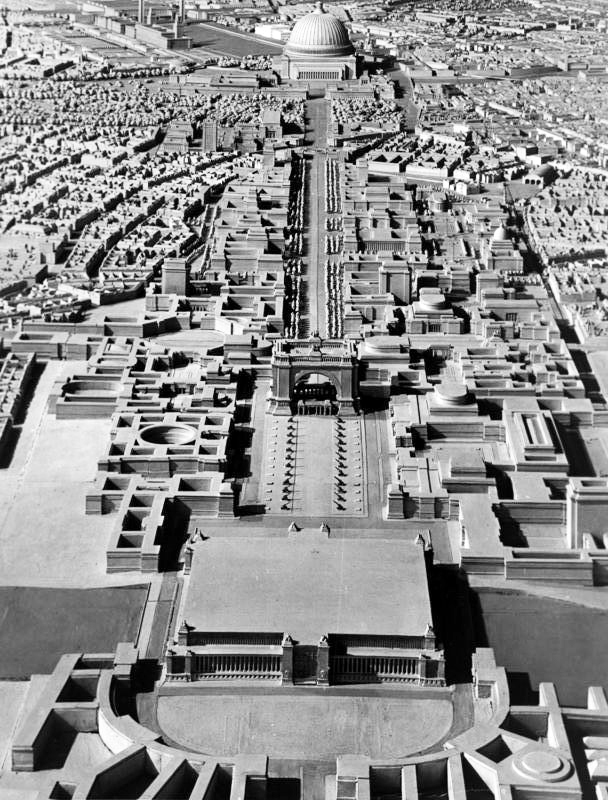
阿道夫·希特勒在阿尔伯特·施佩尔的指导下制定的日耳曼尼亚（柏林）计划模型，向北看向人民大厅。

纳粹建筑，即德国国家社会主义时期建筑，是纳粹德国从1933年到1945年垮台前所提倡的建筑風格。纳粹建筑有以下三种型式：一种遵循简约古典主义（以阿尔伯特·施佩尔的设计为典型），另一种是从传统农村建筑，特别是高山建筑中汲取灵感的乡土风格，最后一种是大型基础设施项目和工业或军事综合体所遵循的实用主义风格。纳粹意识形态对建筑采取了多元化的态度，然而，阿道夫·希特勒本人却支持“形随机能”，并撰文反对“愚蠢模仿过去”。
虽然与古典主义相似，但纳粹的官方风格带给大众与众不同的印象。纳粹將意识形态融入建筑风格，譬如运用平顶、水平延伸、统一、缺乏装饰等形式化元素，来传达纳粹党自身“简洁、统一、纪念碑、坚固和永恒”的表现形式。

## 其他目的
除了建筑风格与意识形态交融的表现外，新建筑的建造还有其他实用目的；在弗洛森比格等地，党卫军建立了戰犯劳动营，利用战俘及囚犯进行开采石料和制造砖块等生产活动，其中大部分直接交给阿尔伯特·施佩尔，用于重建柏林等建设。而由于工作条件恶劣，造成囚犯死亡。
整个开采和建造的过程中，不仅创造建筑物以宣传国家社会主义思潮，同时也实现了党內政治與经济的目标。

## 世界之都日耳曼尼亚
纳粹建筑运动的巅峰成就是“世界之都日耳曼尼亚”（Welthauptstadt Germania），即纳粹在第二次世界大战中取得胜利后对德国首都柏林的重建计划。负责监督该计画的施佩尔规划了大部分的新城，但在1937年至1943年期间，“世界之都”只建成了一小部分。该计划的核心包括：以柏林东西轴线为基础，以胜利纪念柱为中心，建立一个伟大的新古典主义城市。纳粹的主要建筑，如德国国会大厦或人民大厅（从未建造），会毗邻宽阔的林荫道。在规划建设区内，城市中大量的历史建筑被拆除，然而随着第三帝国的战事失败，最终规划落空。 

## 尚存的案例
- 巴特特尔茨巴特特尔茨亲卫队容克学校（英语：SS-Junkerschule Bad Tölz）
- 贝希特斯加登鹰巢
- 柏林夏洛特堡道的拓宽工程
- 柏林航空部大楼（现德国联邦财政部大楼）
- 柏林柏林奥林匹克体育场
- 柏林前德意志帝国银行大楼（现德国外交部大楼的一部分）
- 柏林柏林-滕珀尔霍夫机场航厦
- 不伦瑞克希特勒青年团领袖学院（英语：Academy for Youth Leadership）
- 慕尼黑元首行馆
- 慕尼黑艺术之家
- 纽伦堡全国党代会集会场
- 吕根岛普洛拉度假村
- 松特霍芬松特霍芬奥登斯堡学校（英语：Ordensburg Sonthofen）
- 比绍夫斯维森贝希特斯加登帝国总理府分府（英语：Berchtesgaden Chancellery Branch office）

## 知名建築師
- 阿爾伯特·斯佩爾
- 赫爾曼·吉斯勒（英语：Hermann Giesler）
- Alois Degano（德语：Alois Degano）
- Roderich Fick（德语：Roderich Fick）

## 外部連結
- A Theory of Ruin-value , Cornelius Holtorf, last updated on 21 December 2004.
- A Teacher's Guide to the Holocaust website:

Photos: Third Reich Architecture in Berlin （页面存档备份，存于）;
Photos: Third Reich Architecture in Munich （页面存档备份，存于）.
- NS-Architektur （页面存档备份，存于） at LEMO - Lebendiges Museum Online.